# Wrap advertising

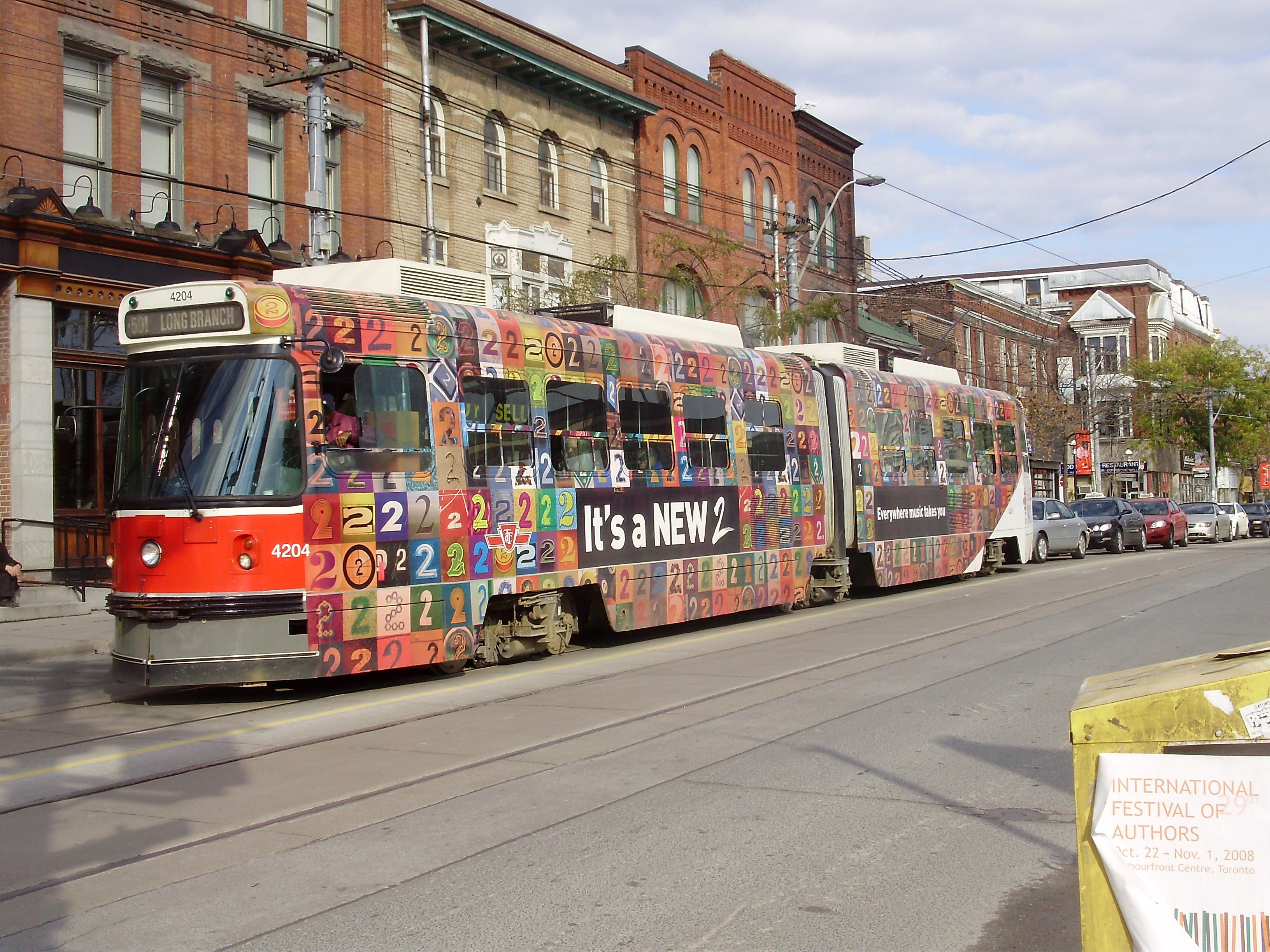
Un filobus di Toronto totalmente rivestito con la metodologia wrap advertising (2008)

Il wrap advertising è la metodologia di marketing riguardante la copertura (wrapping) completa o parziale di un veicolo o una carrozzeria, trasformandola così in un cartellone pubblicitario mobile.
Può essere realizzato semplicemente dipingendo la superficie del mezzo, ma lo standard attuale in uso oggi è di applicare delle pellicole in vinile da rivestimento. Queste ultime possono essere rimosse facilmente, rendendo più facile e meno costoso il cambiamento da una pubblicità all'altra. I veicoli dotati di superfici piatte e relativamente grandi, come autobus e metropolitane, sono più facilmente lavorabili, e anche le più piccole automobili, cariche di superfici ridotte e curve si prestano a questo tipo di metodologia di marketing.

## Caratteristiche
Recenti progressi nello sviluppo del vinile hanno portato a nuovi tipi di materiali appositamente studiati per l'avvolgimento di automezzi. Questa caratteristica permette al materiale di essere sollevato e riapplicato durante il processo di avvolgimento, senza compromettere la longevità del wrap. La pellicola generalmente viene riscaldata con una pistola termica o delle lampade a calore.
Molto spesso il wrapping viene utilizzato come alternativa alla verniciatura; Infatti, non essendo esso permanente, può essere facilmente rimosso. Questa pratica è diventata particolarmente comune anche in Italia, dove sovente si possono notare dei mezzi pubblici decorati con questo metodo (tali autoveicoli infatti cambiano molto spesso il soggetto delle pubblicità). Inoltre è importante ricordare come l'avvolgimento con pellicola sia molto utilizzato nell'ambito delle vetture da corsa, in quanto il wrapping ha un peso minore rispetto alle vernici da carrozzeria.

## Efficacia e statistiche

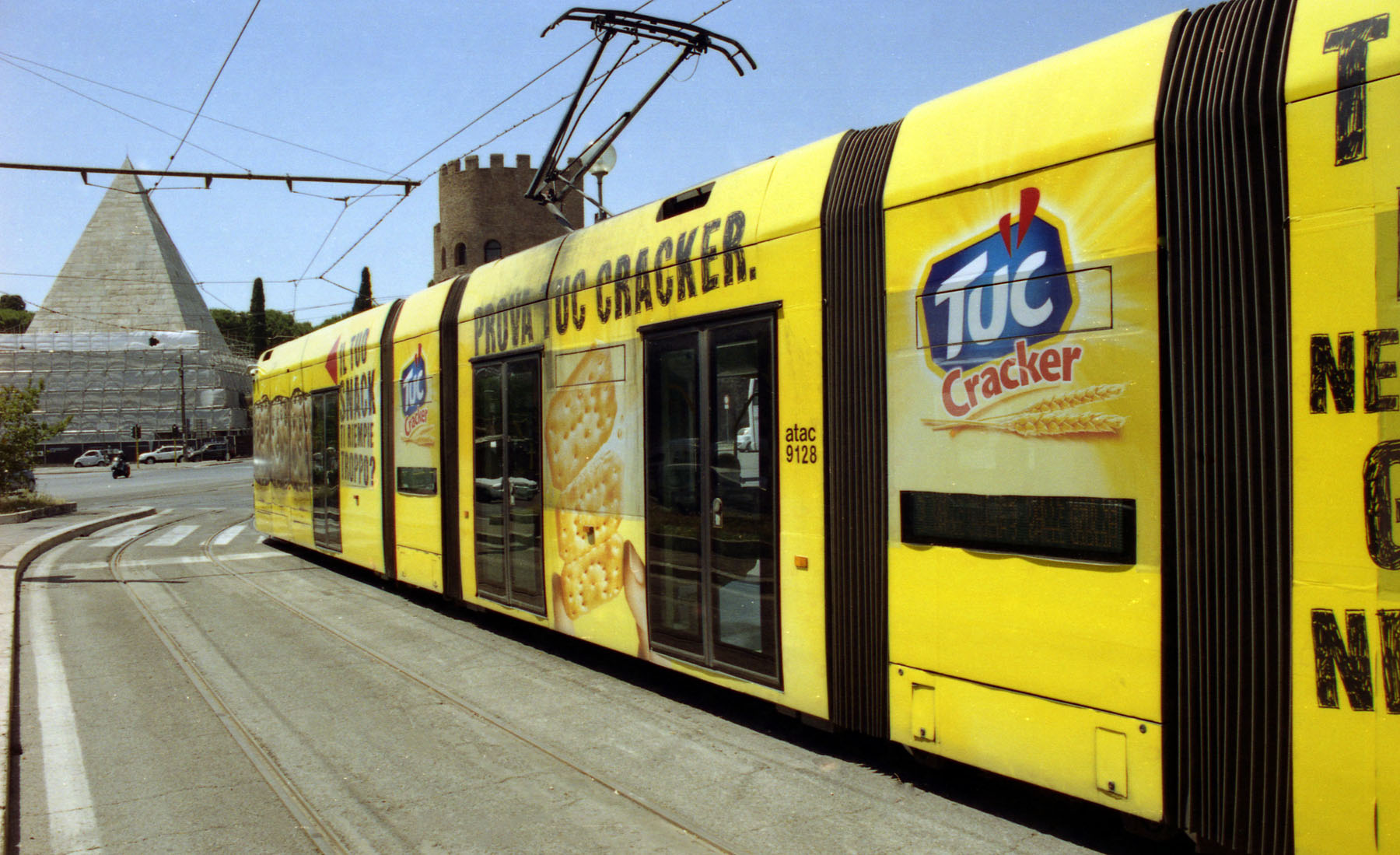
Esempio di wrapping ad opera di Tuc su di un tram a Roma (2014)

Analisti del settore e statistiche, rappresentanti del commercio e ricercatori hanno studiato l'efficacia della comunicazione mobile. L'Outdoor Advertising Magazine afferma che la pubblicità all'aperto ha un tasso di richiamo del 97%, e il 99% degli intervistati afferma che il mobile advertising è più efficace rispetto alla tradizionale pubblicità esterna. 3M e l'American Trucking Associations riportano che il 91% del target nota il testo e la grafica pubblicitaria.

## Essere pagati per guidare
Esistono una serie di attività, in alcuni paesi, che offrono ai conducenti dei compensi in cambio di pubblicità sui loro veicoli privati e la garanzia sul percorrimento di un certo numero di chilometri ogni mese